# 本·錢德勒
本·錢德勒（Ben Chandler；1959年9月12日—）是美國的一位政治人物。在2004年至2013年期間，本·錢德勒擔任肯塔基州第6選舉區的美國眾議院眾議員。他的黨籍是民主黨。在2012年美國眾議院議員選舉中，錢德勒不敵安迪·巴爾，未能連任。